# سهره چابک مائوئی
سهره چابک مائوئی (نام علمی: Loxops ochraceus) نام یک گونه از سرده سهره‌های چابک است.